# Elizabeth Coffin

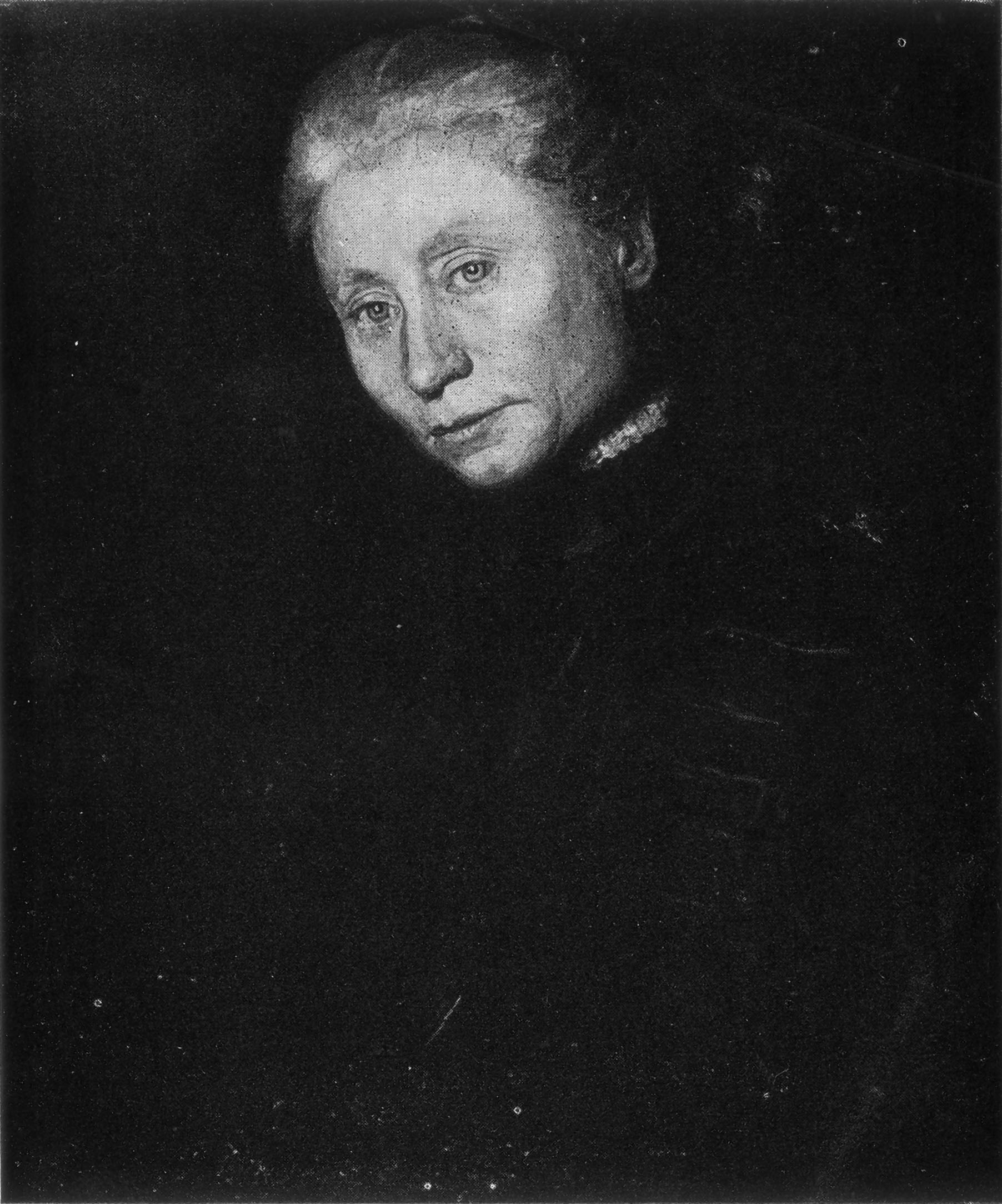
Elizabeth Rebecca Coffin

Elizabeth Rebecca Coffin (* 9. September 1850 in Brooklyn, New York City; † 21. Juni 1930 in Nantucket, Massachusetts) war eine US-amerikanische Künstlerin, Pädagogin und Philanthropin, die für ihre Nantucket-Gemälde bekannt war. Sie hatte eine gute schulische und künstlerische Ausbildung und zählte zu den Neuen Frauen des 19. Jahrhunderts. Als erste Person in den Vereinigten Staaten erwarb sie den Master of Fine Arts und sie war die erste Frau, die an der Königlichen Akademie der Bildenden Künste in Den Haag zugelassen wurde. Sie gründete eine Schule auf Nantucket und bot dort Kurse für handwerklich arbeitende Männer und Frauen an.

## Leben

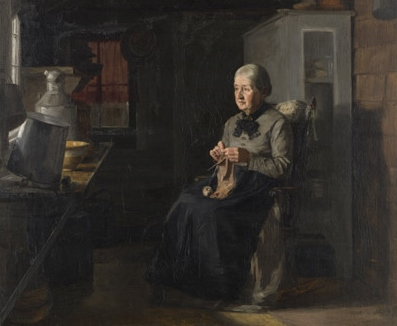
Elizabeth Coffin,
The Window Towards the Sea: Phebe Folger Pitman,
etwa 1886–1887,
Nantucket Historical Association

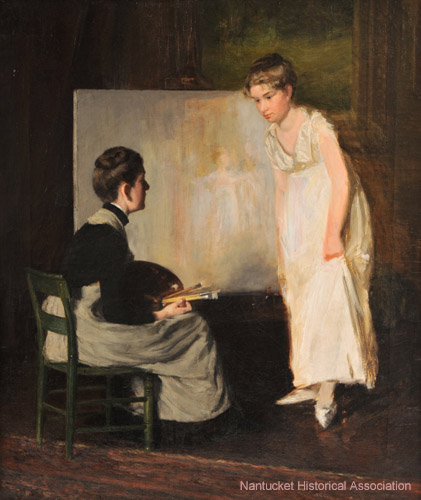
Elizabeth Rebecca Coffin,
Portrait of the Artist in Conversation with Subject (unfinished),
etwa 1890,
Nantucket Historical Association

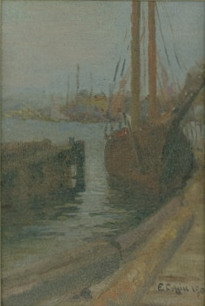
Elizabeth Rebecca Coffin,
Fishing Boat in Nantucket Harbor,
1906,
Nantucket Historical Association

Elizabeth Rebecca Coffin, genannt Lizzie, wurde am 9. September 1850 in eine Quaker-Familie in Brooklyn, New York geboren. Sie war die Tochter von Andrew G. Coffin und Elizabeth M. Sherwood Coffin. Ihr Vater stammte von der Insel Nantucket und ihre Mutter aus New York City.
In achter Generation stammte sie von den ursprünglichen ersten Siedlern von Nantucket Tristram Coffin und Dionis Coffin ab.

## Ausbildung
Sie studierte am Friends Seminary in New York City. Anschließend besuchte sie das Vassar College, dort wurde sie vom niederländischen Maler Henry Van Ingen unterrichtet. Sie erwarb den Bachelor of Arts im Jahr 1870. Im Jahr 1872 schrieb sie sich an der Königlichen Akademie der Bildenden Künste in Den Haag ein, als erste Frau, die an dieser Schule zugelassen wurde. Coffin studierte drei Jahre in Den Hag. Dort erhielt sie Auszeichnungen für Anatomie, Komposition, Perspektive und antike Zeichnung. Ihren Master of Fine Arts erhielt sie am Vassar College im Jahr 1876. Sie war die erste Person in den Vereinigten Staaten, die diesen Abschluss ablegte. Maria Mitchell, Astronomieprofessorin am Vassar, wurde Coffins Mentorin und blieb mit ihr ein Leben lang befreundet.
Später studierte sie an der Art Students League of New York und der Pennsylvania Academy of the Fine Arts. Sie reiste auch ausgiebig durch Europa und Kalifornien. Coffin war Schülerin von Thomas Eakins.

## Karriere

### Künstlerin
Coffin verbrachte seit den 1880er Jahren die Sommer regelmäßig auf Nantucket. Im Jahr 1900 zog sie komplett nach Nantucket.
Sie malte im Stile des Amerikanischen Realismus. Ihre Gemälde konservieren die Lebensweise der Bewohner von Nantucket, welches nun nicht mehr Hafen für Walfänger war. Ihr Gemälde Hanging the Nets wurde 1892 in der National Academy of Design ausgestellt und gewann den Norman W. Dodge Prize für das beste Gemälde einer Frau. Diesen Preis gewann sie erneut im Jahr 1902. Im Jahr 1893 stellte sie ihre Bilder auf der Weltausstellung in Chicago aus.
Sie war eine der New Woman des 19. Jahrhunderts, eine gut ausgebildete weibliche Künstlerin, die nie geheiratet hatte, ähnlich wie Ellen Day Hale, Mary Cassatt, Elizabeth Nourse und Cecilia Beaux. Um 1890 malte Coffin ein Selbstporträt. Wie auch Hale und Nourse. In diesen Porträts präsentierten sie sich als Individuen, die sich über gesellschaftliche Zwänge hinwegsetzten und nicht auf den Platz, den die Gesellschaft Frauen zugewiesen hatte, zurücksetzen ließen. Die Porträts der New Woman der 1880er und 1890er Jahre zeigen energische, selbstbewusste und kultivierte Frauen.
Coffin war Mitglied der Brooklyn Art Guild und der Art Students League of New York. Einige ihrer Arbeiten befinden sich in der Sammlung der Vassar College Art Gallery,
Eine Retrospektive ihrer Arbeit fand am Vassar College im Jahr 1920 während ihres 50. Klassentreffens statt. In der Taylor Hall wurden mehr als 70 ihrer Werke ausgestellt. Die Nantucket Historical Society stellte im Jahr 2007 ihre Werke aus.

### Pädagogin
In ihren späteren Jahren legte sie den größten Teil ihrer Energie in die Wiederbelebung des handwerklichen Unterrichts im Zusammenhang mit dem Greek Revival an der Coffin School auf Nantucket. Das Gebäude wurde im Jahr 1852 für die nautische und private Ausbildung von Jungen und für die Nachkommen der Stadtgründer Tristram Coffin und Admiral Sir Isaac Coffin errichtet. Die Schule wurde im Jahr 1898 geschlossen und Elizabeth Coffin eröffnete sie erneut für Schülerinnen und Schüler im Jahr 1903.
Auf dem Lehrplan für Männer standen Holzverarbeitung, technisches Zeichnen, Sanitär- und Metallverarbeitung. Den Frauen wurden Korbflechterei, Kochen und Nähen gelehrt. Bis zu dem Zeitpunkt als Coffin die Korbflechterei auch den Frauen lehrte, wurden Körbe traditionell von Jungen und pensionierten seefahrenden Männer auf Nantucket gefertigt. Zu ihren Schülerinnen gehörten auch Frauen aus der Goldenrod Literary and Debating Society, die im Jahr 1895 für Mädchen gegründet wurde. Coffins Wiedereröffnung der Schule erfolgte zu einem Zeitpunkt, als die Wahl-Industrie, welche das ökonomische Rückgrat der Insel darstellte, zu Ende ging. Das Erlernen der Handwerke halfen den Männern und Frauen von Nantucket neue Erwerbsmöglichkeiten zu finden. In der Coffin Schule werden Gemälde von Elizabeth Coffins ausgestellt.

## Privatleben
Im Jahr 1910 lebte Coffin in der 30 Remsen Street in Brooklyn, New York City. Anschließend reiste sie nach Europa, wo sie zwei Jahre bleiben wollte. 1927 segelte sie von Southampton nach New York auf der Nieuw Amsterdam zusammen mit Fred Coffin, der auf der 30 Remsen Street in Brooklyn, New York City lebte. Ihre Adresse war der Vassar Club auf der 57th Street, New York City. Sie lebte auf Nantucket in der Lily Street 23. Sie interessierte sich fürs Segeln, Wandern und Autofahren. Außerdem für Theater, Oper und Musik.
Während ihres Lebens arbeitete sie mit Jungen und Mädchen, darunter ein Gymnasium am Nantucket Athletic Club für Kinder, für die Settlement-Bewegung und die Frauenbewegung. Coffin war ein Mitglied der Association of Collegiate Alumni, Vassar Alumni Association und der Vassar Student's Aid Association. Sie war aktiv im National Child Labor Committee, der College-Settlements Association, der Maria L. Owen Society for the Preservation of Wild Flowers, der Nantucket Historical Association und der Nantucket Civil League.
Elizabeth Rebecca Coffin starb in ihrem Haus in der Lily Street auf Nantucket am 21. Juni 1930. Sie wurde in Brooklyn, New York auf dem Friends Cemetery at Prospect Park begraben.

## Galerie

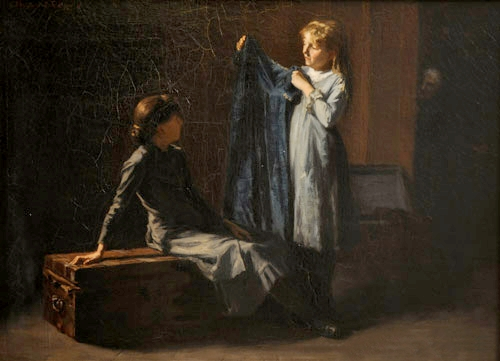
Elizabeth Rebecca Coffin, Grandmother's Garret, 1884, Nantucket Historical Association
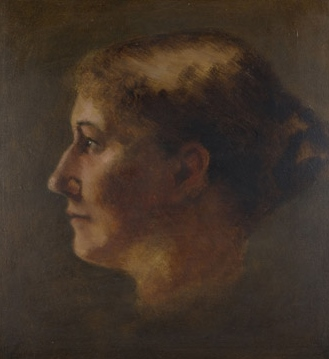
Elizabeth Rebecca Coffin, Small Head in Profile (Portrait von Mary Eliza Starbuck), um 1890, Nantucket Historical Association
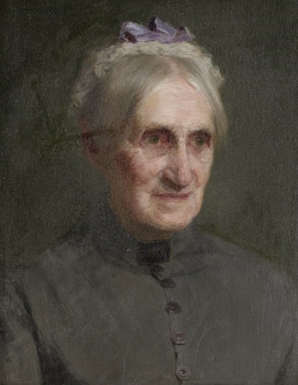
Elizabeth Rebecca Coffin, Old Age Portrait of Anna G. Chase Derrick, 1892, Nantucket Historical Association